# The Legend of Zelda: The Minish Cap
| Recensioner     | Recensioner     |
| Recensionsbetyg | Recensionsbetyg |
| Publikation     | Betyg           |
| --------------- | --------------- |
| Gamespot        | [ 1 ]           |
| Gamespy         | [ 2 ]           |
| IGN             | [ 3 ]           |

The Legend of Zelda: The Minish Cap (förkortat TMC) är ett äventyrsspel till Game Boy Advance. Link, lever med sin farfar, som bara kallas farfar eller "The Great Blacksmith" av andra och ska gå till den årliga Picorifestivalen i Hyrule Town (Hyrules huvudstad). Link får också ett svärd av sin farfar som han ska ge till kungen då den är priset i en svärdfäktningstävling. Vinnaren får även vidröra det heliga Picori-svärdet som är fäst i en kista fylld med ondska, som man skulle kunna likna vid Pandoras ask. Spelet hamnade på plats 20 i IGN:s lista Top 25 Game Boy Advance Games of All Time.Spelet var ett samarbete mellan Nintendo och Capcom. Dessa företag hade samarbetat tidigare med spel som The Legend of Zelda: Oracle of Seasons och The Legend of Zelda: Oracle of Ages på Game Boy Color.

## Handling
I Hyrule Town firar de jubileet av då Picori kom till Hyrule med olika festligheter och en stor svärdfäktningstävling. Vinnaren av tävlingen är en skum person som heter Vaati och när han ska ta emot sitt pris så visar det sig att han egentligen är ute efter det heliga Picorisvärdet som sitter i en kista, som är med vid prisutdelningsceremonin varje år. Så fort han får chansen så knuffar han undan alla vakter, bryter Picorisvärdet i två delar, förvandlar Zelda till sten och öppnar kistan. Eftersom han inte själv vet vad som finns inuti så släpper han ut tusentals monster och onda andar. Han blir ursinnig när han ser att det inte finns nånting kvar men försöker rationalisera bort det. Eftersom Picorisvärdet är det enda som kan hjälpa Zelda så får Link i uppdrag att bege sig till skogen för att hitta det mytomspunna Minishfolket (även kallad Picori) så att de kan laga svärdet. I skogen hittar Link en levande hatt som heter Ezlo. 
Ezlo hjälper Link på samma sätt som Navi eller Tatl i tidigare spel igenom tips, information och allmänt klagande på Link. Han kan även krympa Link så att han blir lika stor som en Minish på vissa ställen som fungerar som portaler. Dessa portaler kan variera i form men kan vara t.ex. trästumpar, isblock, stenar och uppochnervända krukor.
Senare i spelet får man reda på att Vaati och Ezlo är Minish själva. En dag hade magikern Ezlo skapat en magisk hatt som uppfyller bärarens alla önskningar. Den korrumperade lilla lärlingen Vaati tog på den och förvandlades till en mäktig trollkarl. Han förvandlade Ezlo till en hatt och begav sig för att göra anspråk på ljuskraften som människorna hade fått av Minishfolket 100 år tidigare.
Spelet är det första där Vaati får mötas i mer än en enda strid. Han antar 4 olika former i spelet, varav tre är hans bossformer.